# Superficie biarmónica de Bézier
Una superficie biarmónica de Bézier es un tipo de superficie polinómica lisa que se ajusta a una ecuación biarmónica, y que se genera con las mismas fórmulas que las superficies de Bézier. Esta formulación para superficies de Bézier fue desarrollada por Juan Monterde y Hassan Ugail. Para generar una superficie de Bézier biarmónica generalmente se requieren cuatro condiciones de contorno definidas por los puntos de control de la propia superficie.
Se ha demostrado que dadas cuatro condiciones de contorno se puede formular una solución única para la ecuación diferencial parcial elíptica general de cuarto orden resultante. Las superficies biarmónicas de Bézier están relacionadas con las superficies mínimas, es decir, superficies que minimizan el área entre todas las superficies con datos de contorno prestablecidos.

## Publicaciones relacionadas
1. J. Monterde and H. Ugail, On Harmonic and Biharmonic Bézier Surfaces, Computer Aided Geometric Design, 21(7), 697–715, (2004).
2. J. Monterde and H. Ugail, A general 4th-order PDE method to generate Bézier surfaces from the boundary, Computer Aided Geometric Design, 23(2), 208–225, (2006).